# John Atkinson Hobson
John Atkinson Hobson, znany jako John A. Hobson lub J.A. Hobson (ur. 6 lipca 1858, zm. 1 kwietnia 1940) – angielski dziennikarz, myśliciel polityczny i ekonomista. 

## Życiorys
Studiował w Lincoln College w Oksfordzie. Uważany jest za myśliciela z pogranicza liberalizmu i socjalizmu.
John A. Hobson uważał, iż rozwój ekonomiczny musi być sprzężony z etyką i celowością działań społecznych. W swoich pracach popierał równe szanse każdej jednostki do własnego rozwoju. Dostrzegał złe strony kapitalizmu. Był przeciwnikiem wolnej gry sił rynku. Uważał bezrobocie za groźne zjawisko - stratę potencjału ludzkiego. Twierdził, że państwo powinno za pomocą podatków prowadzić do sprawiedliwej redystrybucji dóbr.
Myśl Johna A. Hobsona wywarła duży wpływ na takich myślicieli i polityków, jak Hannah Arendt, Włodzimierz Lenin czy Lew Trocki.

## Główne prace
- Physiology of Industry (pl. Fizjologia przemysłu), 1889,
- Imperialism (pl. Imperializm), 1902.